# Hygrocybe calyptriformis
Hygrocybe calyptriformis är en svampart. Hygrocybe calyptriformis ingår i släktet Hygrocybe och familjen Hygrophoraceae.  Artens status i Sverige är: Ej påträffad.

## Underarter
Arten delas in i följande underarter:
- domingensis
- calyptriformis

## Källor

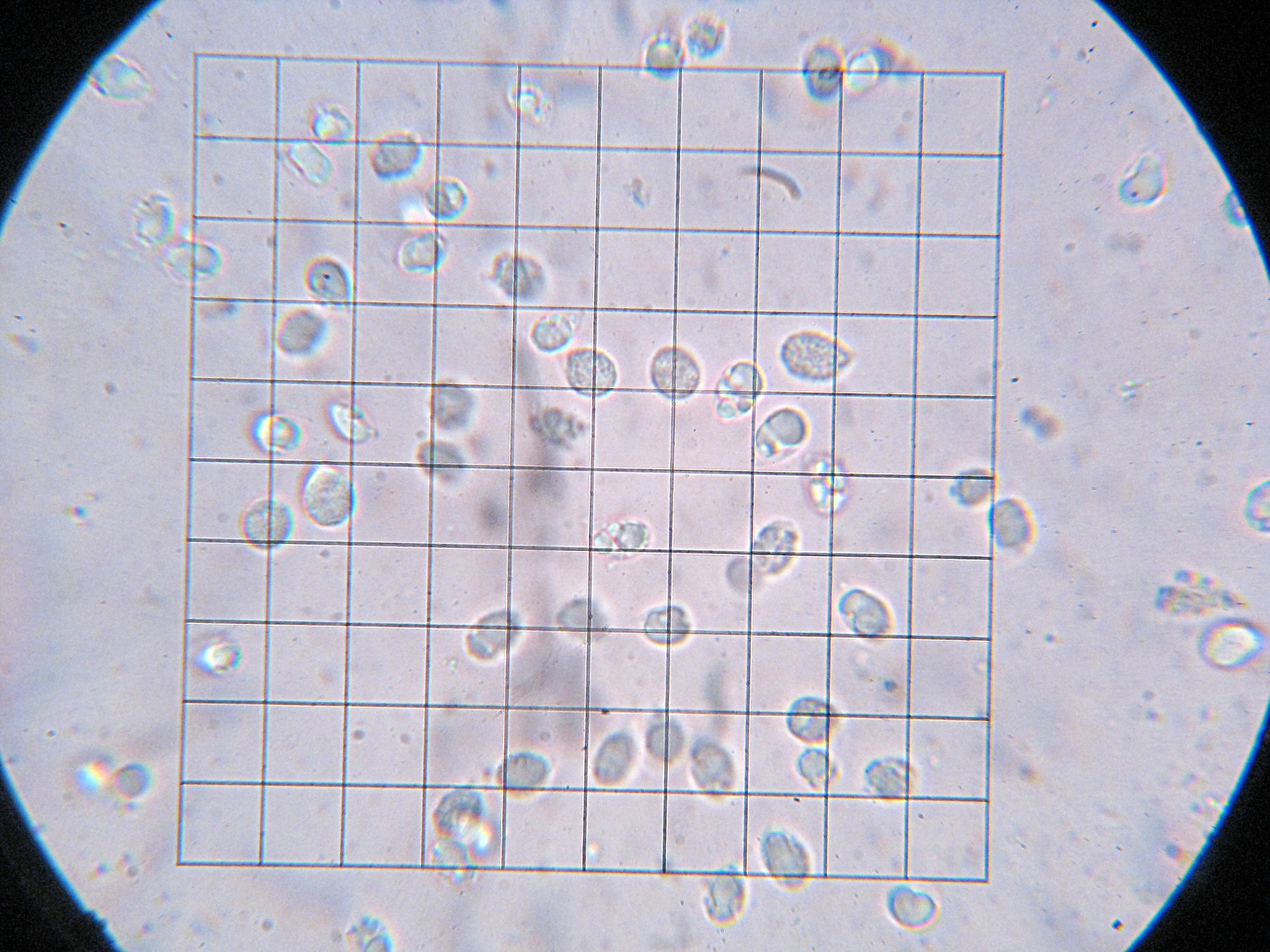